# Cercírids
Els cercírids (Cercyridae) constitueixen una família de triclàdides marícoles.

## Taxonomia
Llista dels gèneres coneguts:
- Stummeria
- Oregoniplana
  - Tribu Cercyrini
    - Probursa
    - Pacifides
    - Puiteca
    - Cerbussowia
    - Sabussowia
    - Cercyra